# Býleistr
Býleistr, Býleiptr o Byleist es un gigante, hermano de Loki, en la mitología nórdica.
Nada se sabe de él aparte de su parentesco con Loki. Snorri Sturluson afirma en Gylfaginning, que los hermanos de Loki son Býleistr y Helblindi, y el kenningar en nórdico antiguo para Loki de "hermano de Býleistr" (bróður Býleists) se utiliza en varios textos éddicos como Völuspá y Hyndluljóð en la Edda poética y Skáldskaparmál en la Edda prosaica.
El significado de su nombre es confuso y algunos intentos por determinar su etimología han señalado que podría hacer referencia a algún tipo de fenómeno meteorológico.